# 商船三井興産
商船三井興産株式会社（しょうせんみついこうさん）は、ダイビルグループの不動産管理会社。本社は東京都中央区にある。
2007年7月にダイビル株式会社の連結子会社化となり、現在に至る。
2009年7月に本店を大阪から東京へ移転する。

## 概要
- 企業名　商船三井興産株式会社
- 沿革　1977年（昭和52年）12月　設立
- 代表者　代表取締役社長　峰松　英俊
- 資本金　300,000,000円
- 本社･本店所在地　東京都中央区日本橋本町三丁目3番6号
  - 支店　2ケ所
  - 事務所・連絡事務所　6ケ所